# FOSSASIA

Logo

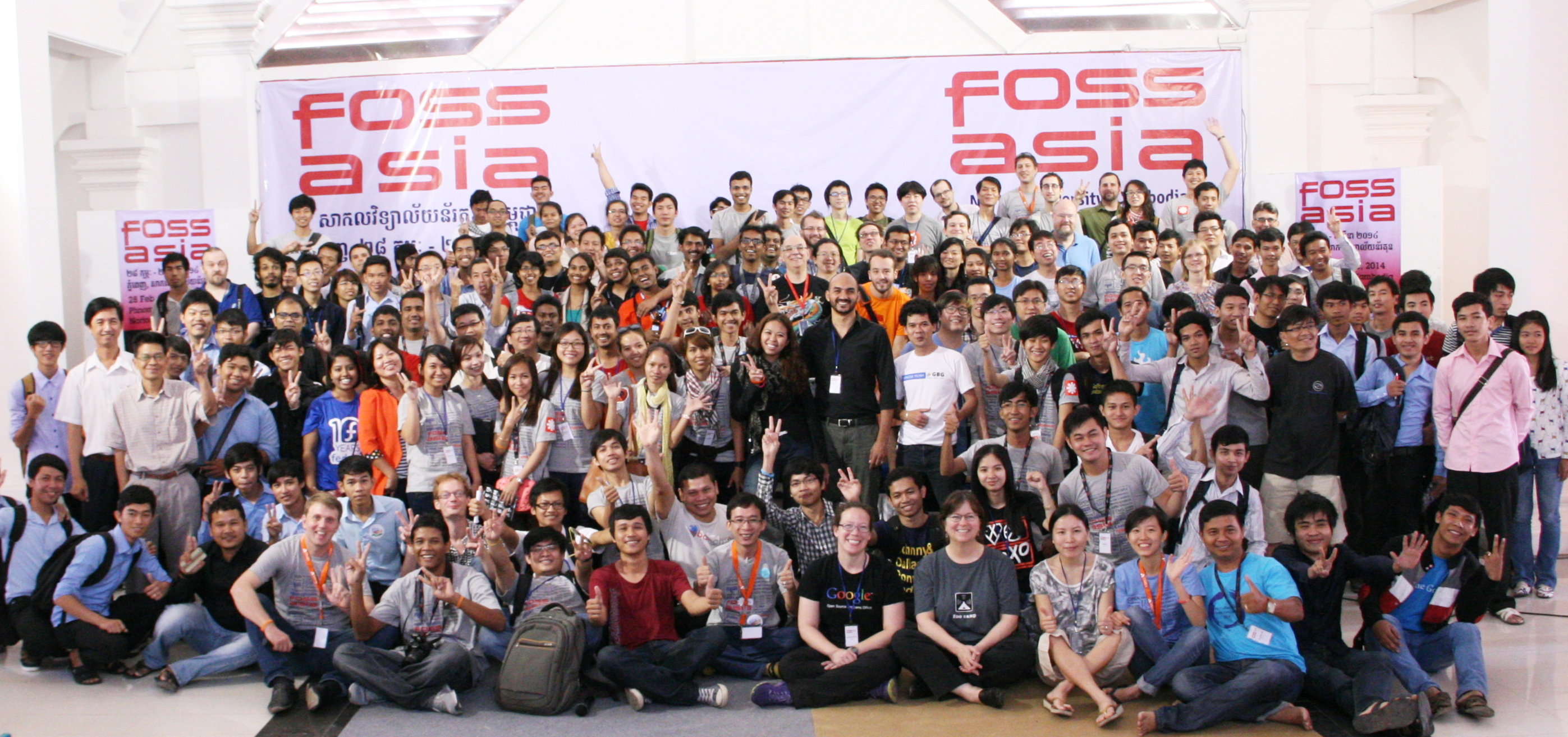
Gruppenfoto 2014

FOSSASIA ist eine 2009 von Hong Phuc Dang und Mario Behling gegründete Non-Profit-Organisation mit Sitz im Gründerzentrum Blk71 in Singapur. FOSSASIA veranstaltet jährlich einen Monat nach dem asiatischen Neujahr eine Konferenz zu freier und quelloffener Software (FOSS), zu der Entwickler wie beispielsweise Lennart Poettering als Redner eingeladen waren. Das Ziel von FOSSASIA ist es, den sozialen Wandel mittels freier Software zu unterstützen.
FOSSASIA beteiligt sich seit 2011 an Google Summer of Code und seit 2014 an Google Code-in als regionaler Ausrichter für die Region Süd- und Ostasien.

## Konferenzen
| Konferenz     | Ort                        |
| ------------- | -------------------------- |
| FOSSASIA 2010 | Ho-Chi-Minh-Stadt, Vietnam |
| FOSSASIA 2011 | Ho-Chi-Minh-Stadt, Vietnam |
| FOSSASIA 2012 | Vietnam (mehrere Orte)     |
| FOSSASIA 2014 | Phnom Penh, Kambodscha     |
| FOSSASIA 2015 | Singapur                   |
| FOSSASIA 2016 | Singapur                   |
| FOSSASIA 2018 | Singapur                   |